# ジェラルディン (ニュージーランド)

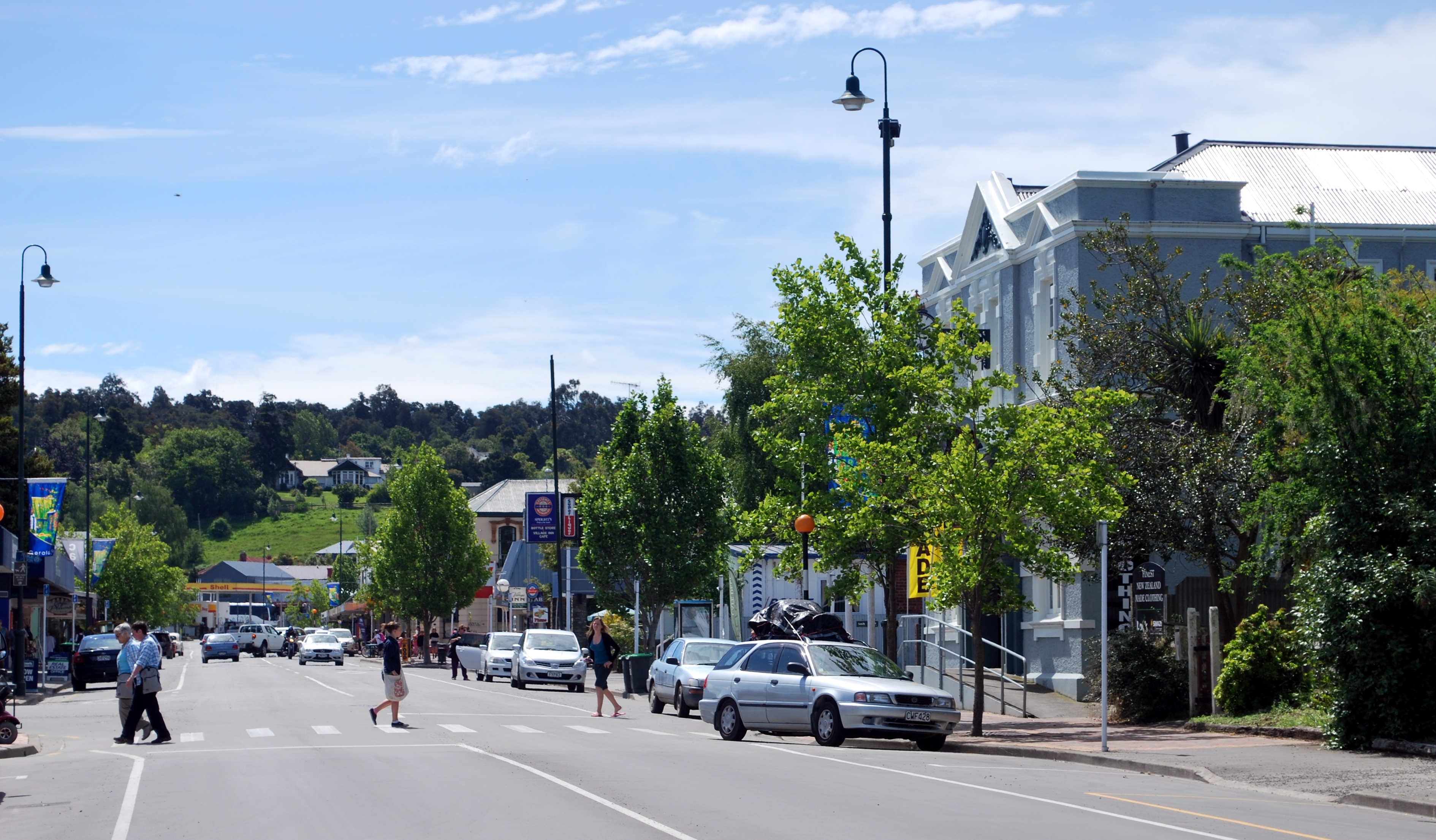
メインストリート

ジェラルディン (英: Geraldine) は、ニュージーランドのカンタベリー地方南部にある小さな町で、クライストチャーチから約138 km南に位置する。
人口は2,800人 （2020年）。